# Pika Pika Fantajin
Pour les articles homonymes, voir Pika (homonymie).
Albums de Kyary Pamyu Pamyu
Nanda Collection
(2013) KPP BEST
(2016)
Singles
1. Mottai Night Land
Sortie : 6 novembre 2013
2. Yume no Hajima-Ring Ring
Sortie : 26 février 2014
3. Family Party
Sortie : 16 avril 2014
4. Kira Kira Killer
Sortie : 11 juin 2014

Pika Pika Fantajin (ピカピカふぁんたじん, ou "Pika Pika Fantasian") est le troisième album studio complet de la chanteuse pop japonaise Kyary Pamyu Pamyu.

## Informations
La date de publication de l'album a été annoncée en mai 2014 ; l'album sort en trois éditions: une édition régulière, et deux autres limitées. L'édition limitée A contient un DVD avec l'épisode 1 du documentaire officiel de KPP Nanda Collection World Tour 2014. L'édition limitée B contient un DVD avec l'épisode 2 du documentaire officiel de la tournée KPP Nanda Collection World Tour 2014.
L'album atteint la première place des classements hebdomadaires des ventes de l'Oricon et se vend à 47 695 exemplaires durant la première semaine de vente.
Les trois éditions comprennent douze titres, dont cinq déjà parus sur quatre singles sortis auparavant : Mottai Night Land (sorti le 6 novembre 2013), Yume no Hajima-Ring Ring (sorti le 26 février 2014), Family Party (sorti le 16 avril 2014) et Kira Kira Killer (sorti le 11 juin 2014). Les paroles des chansons sont traduites en anglais en Amérique du Nord, en Amérique du Sud, en Europe et en Océanie et aussi en mandarin en Asie . Chaque édition inclut un livret de 20 pages comprenant plusieurs photos de l'artiste.
La chanson do do pi do est une reprise du groupe Capsule, dont Yasutaka Nakata, le compositeur et auteur de toutes les chansons de Kyary est lui-même membre.
La chanson Koi Koi Koi a été utilisée comme spot publicitaire pour le produit Ice no Mi (アイスの実) de la compagnie Ezaki Glico. Kyary Pamyu Pamyu parle d'ailleurs français dans la publicité. Une publicité a déjà été produite auparavant pour le même produit mais avec la chanson Mi (み) de son album précédent Nanda Collection.
La chanson Ring a Bell, alors chantée en anglais, a été utilisée par DAM (ダム, acronyme de Daiichikosho Amusement Multimedia) pour une version karaoké où les utilisateurs sont invités à chanter cette chanson et mettre leur vidéo en ligne sur le site.
Par ailleurs, il est dit que, contrairement aux albums précédents, celui-ci porte sur le thème de la fantaisie, d'autant que le nom inspire le titre de l'album. Fantajin est un mot inventé de deux mots combinés: Jin (人, Personne) et Fantaisie,,,.

## Liste des titres
Toutes les chansons sont écrites et composées par Yasutaka Nakata.
| CD des éditions (régulière et limitées) | CD des éditions (régulière et limitées)                                | CD des éditions (régulière et limitées) | CD des éditions (régulière et limitées) | CD des éditions (régulière et limitées) | CD des éditions (régulière et limitées) | CD des éditions (régulière et limitées) | CD des éditions (régulière et limitées) | CD des éditions (régulière et limitées) | CD des éditions (régulière et limitées) |
| No                                      | Titre                                                                  | Durée                                   |                                         |                                         |                                         |                                         |                                         |                                         |                                         |
| --------------------------------------- | ---------------------------------------------------------------------- | --------------------------------------- | --------------------------------------- | --------------------------------------- | --------------------------------------- | --------------------------------------- | --------------------------------------- | --------------------------------------- | --------------------------------------- |
| 1.                                      | Pika Pika Fantajin (ピカピカふぁんたじん)                              | 1:12                                    |                                         |                                         |                                         |                                         |                                         |                                         |                                         |
| 2.                                      | Kira Kira Killer (きらきらキラー)                                      | 4:16                                    |                                         |                                         |                                         |                                         |                                         |                                         |                                         |
| 3.                                      | Yume no Hajima Ring Ring –album mix- (ゆめのはじまりんりん-album mix-) | 4:04                                    |                                         |                                         |                                         |                                         |                                         |                                         |                                         |
| 4.                                      | Mottai Night Land (もったいないとらんど)                               | 4:01                                    |                                         |                                         |                                         |                                         |                                         |                                         |                                         |
| 5.                                      | Serious Hitomi (シリアスひとみ)                                        | 5:18                                    |                                         |                                         |                                         |                                         |                                         |                                         |                                         |
| 6.                                      | do do pi do (reprise de Capsule)                                       | 4:39                                    |                                         |                                         |                                         |                                         |                                         |                                         |                                         |
| 7.                                      | Family Party – album mix- (ファミリーパーティー-album mix-)            | 3:39                                    |                                         |                                         |                                         |                                         |                                         |                                         |                                         |
| 8.                                      | Ring a Bell                                                            | 4:09                                    |                                         |                                         |                                         |                                         |                                         |                                         |                                         |
| 9.                                      | Tokyo Highway (トーキョーハイウェイ)                                   | 5:09                                    |                                         |                                         |                                         |                                         |                                         |                                         |                                         |
| 10.                                     | Koi Koi Koi (こいこいこい)                                             | 3:17                                    |                                         |                                         |                                         |                                         |                                         |                                         |                                         |
| 11.                                     | Sungoi Aura –album mix- (すんごいオーラ-album mix-)                    | 3:40                                    |                                         |                                         |                                         |                                         |                                         |                                         |                                         |
| 12.                                     | Explorer (エクスプローラー)                                            | 4:03                                    |                                         |                                         |                                         |                                         |                                         |                                         |                                         |
| 47:28                                   |                                                                        |                                         |                                         |                                         |                                         |                                         |                                         |                                         |                                         |

| 13. | Pika Pika Fantamix (ピカピカふぁんたミックス) | 1:18 |

## Historique des sorties
| Pays                       | Date                              | Format                             | Label              |
| -------------------------- | --------------------------------- | ---------------------------------- | ------------------ |
| Japon                      | 9 juillet 2014                    | CD ; CD+DVD ; téléchargement légal | Warner Music Group |
| Chine (Hong Kong) / Taïwan | 9 juillet 2014                    | CD ; CD+DVD ; téléchargement légal | Warner Music Group |
| Mexique (Mexico)           | 9 juillet 2014                    | CD ; CD+DVD                        | ???                |
| Corée du Sud               | Dans la semaine du 9 juillet 2014 | CD ; CD+DVD ; téléchargement légal | Warner Music Group |
| Singapour                  | Dans la semaine du 9 juillet 2014 | CD ; CD+DVD                        | Warner Music Group |
| Malaisie                   | Dans la semaine du 9 juillet 2014 | CD ; CD+DVD                        | Warner Music Group |
| Australie                  | 11 juillet 2014                   | CD ; CD+DVD ; téléchargement légal | Warner Music Group |
| Thaïlande                  | 17 juillet 2014                   | CD ; CD+DVD ; téléchargement légal | Warner Music Group |
| Royaume-Uni                | 21 juillet 2014                   | CD ; CD+DVD ; téléchargement légal | Warner Music Group |
| Espagne                    | 21 juillet 2014                   | CD ; CD+DVD ; téléchargement légal | ???                |
| France                     | 21 juillet 2014                   | CD ; CD+DVD ; téléchargement légal | ???                |
| Allemagne                  | 21 juillet 2014                   | CD ; CD+DVD ; téléchargement légal | ???                |
| États-Unis                 | 12 août 2014                      | CD ; CD+DVD ; téléchargement légal | Sire Records       |
| Canada                     | 12 août 2014                      | CD ; CD+DVD ; téléchargement légal | Warner Music Group |

## Crédits des pochettes
- Steve Nakamura – Directeur artistique, designer
- Shinji Konishi – Coiffure, maquillage
- Kumiko Iijima – Styliste
- Takeshi Hanzawa – Photographe
- Taku Hatao – Retoucheur

Les photos ont été prises dans l'hôtel Sun Hatoya (ハトヤホテル　ホテルサンハトヤ)